# Littletown (Arizona)
Littletown es un lugar designado por el censo ubicado en el condado de Pima en el estado estadounidense de Arizona. En el Censo de 2010 tenía una población de 873 habitantes y una densidad poblacional de 2.696,54 personas por km².

## Geografía
Littletown se encuentra ubicado en las coordenadas 32°7′50″N 110°52′22″O / 32.13056, -110.87278. Según la Oficina del Censo de los Estados Unidos, Littletown tiene una superficie total de 0.32 km², de la cual 0.32 km² corresponden a tierra firme y (0%) 0 km² es agua.

## Demografía
Según el censo de 2010, había 873 personas residiendo en Littletown. La densidad de población era de 2.696,54 hab./km². De los 873 habitantes, Littletown estaba compuesto por el 64.03% blancos, el 1.72% eran afroamericanos, el 2.98% eran amerindios, el 1.26% eran asiáticos, el 0% eran isleños del Pacífico, el 25.77% eran de otras razas y el 4.24% pertenecían a dos o más razas. Del total de la población el 69.53% eran hispanos o latinos de cualquier raza.